# Algarobius
Genre
Algarobius est un genre d'insectes coléoptères de la famille des Chrysomelidae, de la sous-famille des Bruchinae.

## Liste d'espèces
Selon ITIS (25 avril 2010), ce genre de coléoptères comprend les espèces suivantes :
- Algarobius bottimeri Kingsolver, 1972
- Algarobius prosopis (LeConte, 1858)